# Gynoplistia jucunda
Gynoplistia jucunda är en tvåvingeart som beskrevs av Osten Sacken 1881. Gynoplistia jucunda ingår i släktet Gynoplistia och familjen småharkrankar. Inga underarter finns listade i Catalogue of Life.